# Mai 1991
Portal Geschichte | Portal Biografien | Aktuelle Ereignisse | Jahreskalender | Tagesartikel

◄ |
19. Jahrhundert |
20. Jahrhundert
| 21. Jahrhundert

◄ |
1960er |
1970er |
1980er |
1990er
| 2000er | 2010er | 2020er | ►

◄ |
1987 |
1988 |
1989 |
1990 |
1991
| 1992 | 1993 | 1994 | 1995 | ►

◄ |
Februar 1991 |
März 1991 |
April 1991 |
Mai 1991 |
Juni 1991 |
Juli 1991 |
August 1991 |
►
Dieser Artikel behandelt aktuelle Nachrichten und Ereignisse im Mai 1991.

## Tagesgeschehen

### Mittwoch, 1. Mai 1991
- Borovo/Jugoslawien: In der Kleinstadt Borovo bei Osijek im Osten der Kroatischen Republik wollen vier ethnisch kroatische Polizeibeamte die Flagge Jugoslawiens einholen und die Flagge Kroatiens hissen. Ethnisch serbische Einwohner der Stadt nehmen zwei der Polizisten gefangen, deren beiden Kollegen letztlich die Flucht ergreifen.[1]

### Donnerstag, 2. Mai 1991
- Borovo/Jugoslawien: Der von 150 kroatischen Einsatzkräften unternommene Versuch zur Befreiung zweier gestern entführter Polizisten kroatischer Ethnie mündet in das so genannte „Scharmützel von Borovo“. Ethnische Serben erschießen zwölf Polizisten aus dem Hinterhalt. Die Kämpfe halten bis zum Eintreffen von Panzern der sich als unparteiisch positionierenden Volksarmee an.[2][3]

### Freitag, 3. Mai 1991
- Windhoek/Namibia: Die Teilnehmer eines Seminars von UNO und UNESCO zur Förderung einer unabhängigen Presse verabschieden eine Erklärung, nach der freie, pluralistische und unabhängige Medien ein „Eckstein“ für Demokratie und wirtschaftliche Entwicklung sind. Journalisten aus dem südlichen Afrika berichten von der Aufbruchstimmung in ihren Ländern, ausgelöst durch politische Umwälzungen.[4]

### Samstag, 4. Mai 1991
- Rom/Italien: Carola Häggkvist gewinnt für Schweden im Studio 15 in der Cinecittà das Finale im 36. Grand Prix Eurovision de la Chanson.[5]
- Rostock/Deutschland: Der FC Hansa Rostock steht durch ein 3:1 gegen den 1. FC Dynamo Dresden als „letzter DDR-Fußball-Meister“ fest und qualifiziert sich als einer von zwei Vereinen aus der NOFV-Oberliga, der Nachfolgerin der Oberliga der DDR, vorzeitig für die Fußball-Bundesliga.[6]
- Turku/Finnland: Schweden wird Eishockey-Weltmeister dank eines 2:1-Siegs im letzten Spiel gegen die Sowjetunion.[7]

### Montag, 6. Mai 1991
- Belgrad, Split/Jugoslawien: Bei Protesten gegen die Volksarmee in der zweitgrößten Stadt Kroatiens Split kapern kroatische Zivilisten einen Panzer und es wird ein Soldat getötet. Jugoslawiens Verteidigungsminister Veljko Kadijević erklärt die Teil-Mobilmachung.[8]
- Harrison County/Vereinigte Staaten: Im Beisein von Inspektoren der Roten Armee der Sowjetunion zerstören die Streitkräfte der Vereinigten Staaten in der Munitionsfabrik von Longhorn die letzte Pershing-II-Rakete, sodass die USA ihre Verpflichtungen aus dem Mittelstrecken-Nuklearstreitkräfte-Vertrag vollständig erfüllt haben.[9]

### Donnerstag, 9. Mai 1991

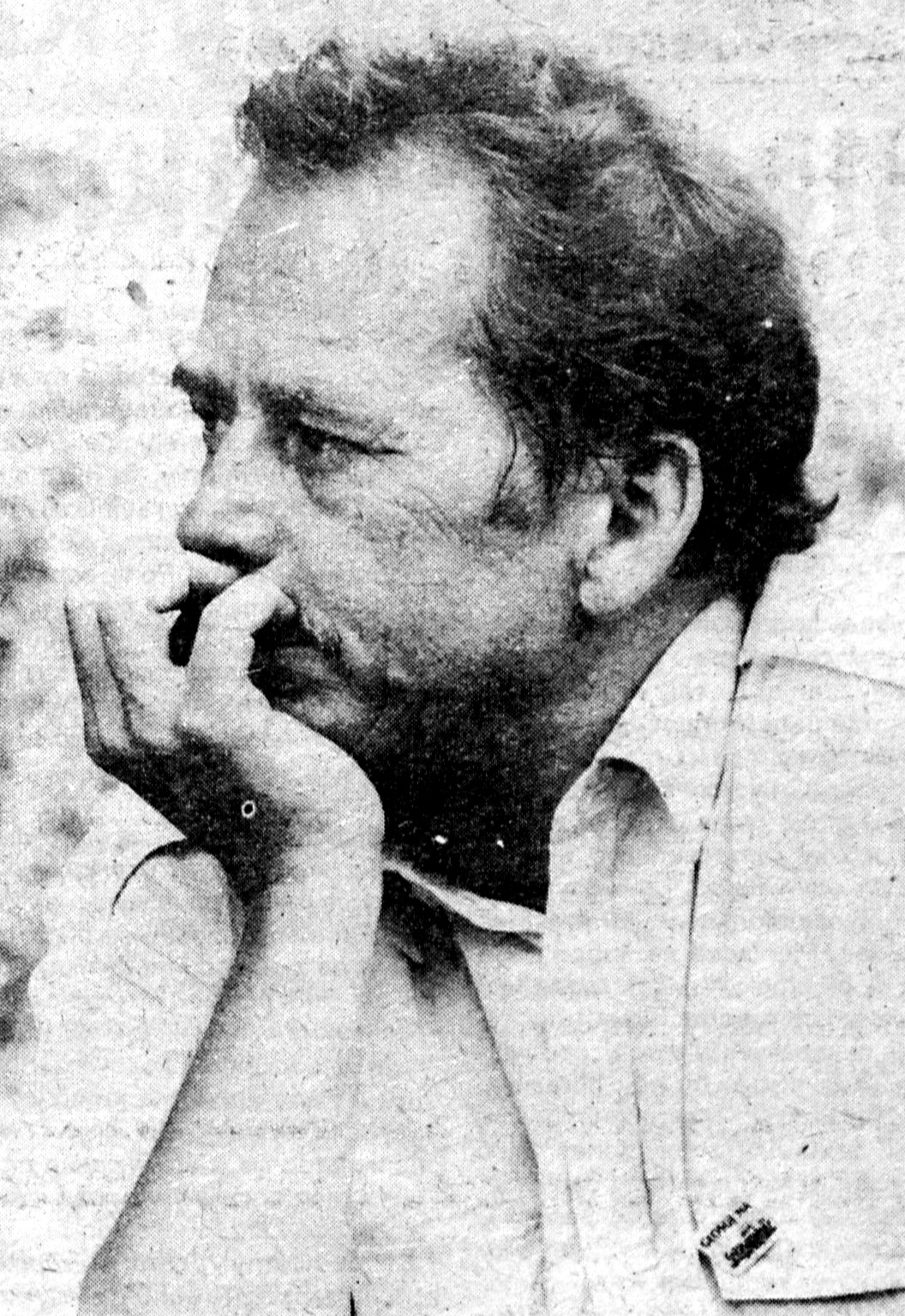
Václav Havel

- Aachen/Deutschland: Der Karlspreis wird an den Präsidenten der Tschechoslowakei Václav Havel übergeben für sein Wirken für Freiheit und Frieden in seinem Land und in Europa.[10]

### Freitag, 10. Mai 1991
- Schkopau/Deutschland: Vor dem Hintergrund des dramatischen Schwunds von Arbeitsplätzen im Beitrittsgebiet vom Oktober 1990 verspricht Bundeskanzler Helmut Kohl den Erhalt des so genannten „Chemiedreiecks“ zwischen Bitterfeld und Merseburg. Am Ende des Bestehens der Deutschen Demokratischen Republik war die hiesige Beschäftigung „in der Chemie“ exorbitant, z. B circa 45.000 Angestellte im Raum Bitterfeld–Wolfen.[11]

### Samstag, 11. Mai 1991
- Maria Enzersdorf/Österreich: Die Frauenmannschaft des TV Lützellinden aus Gießen gewinnt den Europapokal der Landesmeister im Handball durch eine 22:25-Niederlage im Finalrückspiel gegen den Verein Hypo Südstadt aus Maria Enzersdorf. Das Hinspiel gewann Lützellinden 21:15.[12]

### Mittwoch, 15. Mai 1991
- Belgrad/Jugoslawien: Die kroatische Teilrepublik lässt das Ultimatum des amtierenden Vorsitzenden des Präsidiums der SFR Jugoslawien Borisav Jović, für dessen Nachfolge einen anderen Politiker als Stjepan Mesić zu nominieren, verstreichen. Die Wahl des neuen Staatsoberhaupts durch das Präsidium wird daher in den nächsten Tagen mit dem Kandidaten Mesić durchgeführt werden und voraussichtlich scheitern.[13]
- Paris/Frankreich: Staatspräsident François Mitterrand von der Sozialistischen Partei ernennt seine Parteikollegin Édith Cresson zur neuen Premierministerin. Sie amtiert als erste Frau als Chef einer französischen Regierung.[14]
- Rotterdam/Niederlande: Manchester United gewinnt den Fußball-Europapokal der Pokalsieger durch einen 2:1-Finalsieg gegen den FC Barcelona.[15]

### Freitag, 17. Mai 1991
- Leipzig/Deutschland: Der 1. FC Dynamo Dresden sichert sich Platz 2 in der Meisterschaft der NOFV-Oberliga, Nachfolgerin der Fußball-Oberliga der DDR, und qualifiziert sich so für die Fußball-Bundesliga.[16]

### Samstag, 18. Mai 1991
- Hargeysa/Somalia: Der 1884 als Britisch-Somaliland gegründete nördliche Landesteil, der 1960 mit Italienisch-Somaliland zu „Somalia“ vereint wurde, erklärt sich zum souveränen Staat Somaliland. Die politische und gesellschaftliche Lage im Norden ist stabiler als im Rest des Landes.[17]

### Montag, 20. Mai 1991
- Bern/Schweiz: Der FC Sion gewinnt das Final im Schweizer Cup der Fussballer mit 3:2 gegen den Berner SC Young Boys.[18]

### Dienstag, 21. Mai 1991
- Cannes/Frankreich: Der Film Barton Fink der amerikanischen Regisseure und Produzenten Ethan und Joel Coen wird bei den 44. Internationalen Filmfestspielen mit der Palme d’or ausgezeichnet.[19]
- Sriperumbudur/Indien: Im Bundesstaat Tamil Nadu im Südosten des Landes verübt ein Mitglied der Freischar Befreiungstiger von Tamil Eelam (LTTE) einen Selbstmordanschlag auf eine Wahlkampfveranstaltung der Partei Indischer Nationalkongress. Unter den 18 Todesopfern ist der ehemalige indische Premierminister Rajiv Gandhi. Schon dessen Mutter Indira Gandhi fiel, im Jahr 1984 als amtierende Regierungschefin, einem Attentat zum Opfer.[20][21]

### Mittwoch, 22. Mai 1991
- Rom/Italien: Inter Mailand gewinnt den Fußball-UEFA-Cup nach einer 0:1-Niederlage im Final-Rückspiel gegen den AS Rom, nachdem das Hinspiel mit einem 2:0-Sieg der Lombarden endete.[22]

### Donnerstag, 23. Mai 1991

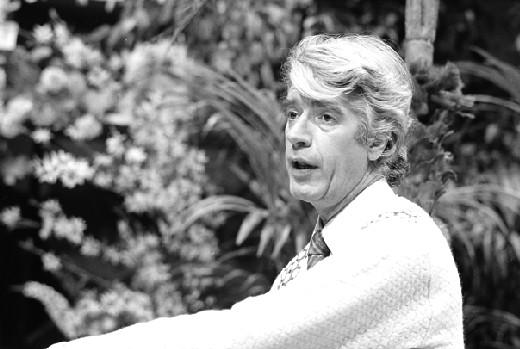
Rudi Carrell

- Berlin/Deutschland: Karin Brandauer wird als beste Regisseurin eines Fernsehfilms im Jahr 1990 mit der Goldenen Kamera ausgezeichnet.[23]
- Wien/Österreich: Bei der 2. Verleihung des Fernsehpreises Romy fällt die Wahl des Publikums auf den Niederländer Rudi Carrell und wie im Vorjahr auf die Österreicherin Vera Russwurm als beliebteste Showmaster.[24]

### Samstag, 25. Mai 1991
- Bloomington/Vereinigte Staaten: Der Stanley Cup der nordamerikanischen Eishockey-Profiliga NHL geht in diesem Jahr an die Pittsburgh Penguins, die das sechste und entscheidende Spiel der Finalserie gegen die Minnesota North Stars mit 8:0 für sich entscheiden.[25]

### Sonntag, 26. Mai 1991
- Leninsk/Sowjetunion: An Bord eines Sojus-Raumschiffs startet Helen Patricia Sharman als erste Person aus dem Vereinigten Königreich ins Weltall.[26]

### Montag, 27. Mai 1991
- Asmara/Äthiopien: Im Eritreischen Unabhängigkeitskrieg meldet die Eritreische Volksbefreiungsfront, dass die Truppen der Äthiopischen Streitkräfte am Freitag in der Stadt Asmara besiegt und am Samstag aus der Hafenstadt Assab vertrieben wurden. Der 1961 begonnene Krieg wird voraussichtlich in die staatliche Unabhängigkeit Eritreas münden.[27]
- Marbella/Spanien: Die in diesem Jahr neugegründete Partei Grupo Independiente Liberal gewinnt die absolute Mehrheit bei den Kommunalwahlen in Marbella. Damit steht Parteigründer Jesús Gil y Gil, Unternehmer und Präsident von Atlético Madrid, als neuer Bürgermeister der Stadt fest.[28]

### Dienstag, 28. Mai 1991
- Luninez/Sowjetunion: Wenige Wochen nach den Vereinigten Staaten erfüllt die Sowjetunion vollständig ihre Verpflichtungen aus dem Mittelstrecken-Nuklearstreitkräfte-Vertrag und zerstört im Beisein von Inspektoren der US-Streitkräfte in der Fabrik von Sarny ihre letzte RSD-10-Pioner-Rakete.[29]

### Mittwoch, 29. Mai 1991

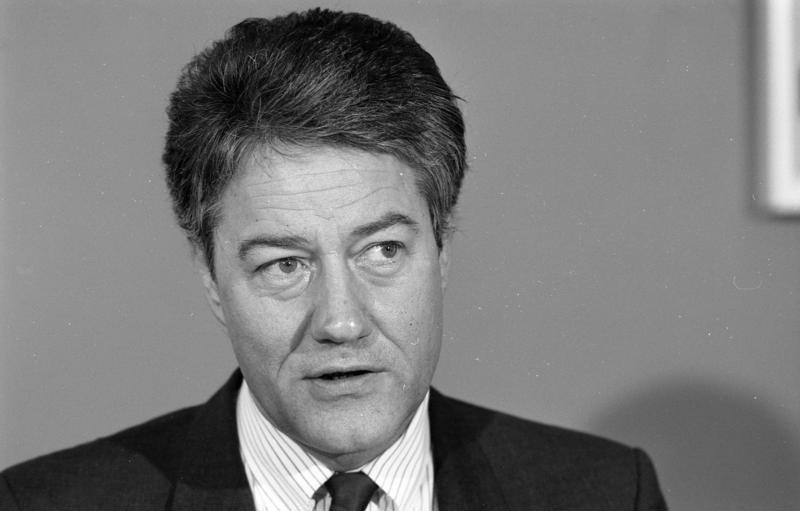
Björn Engholm

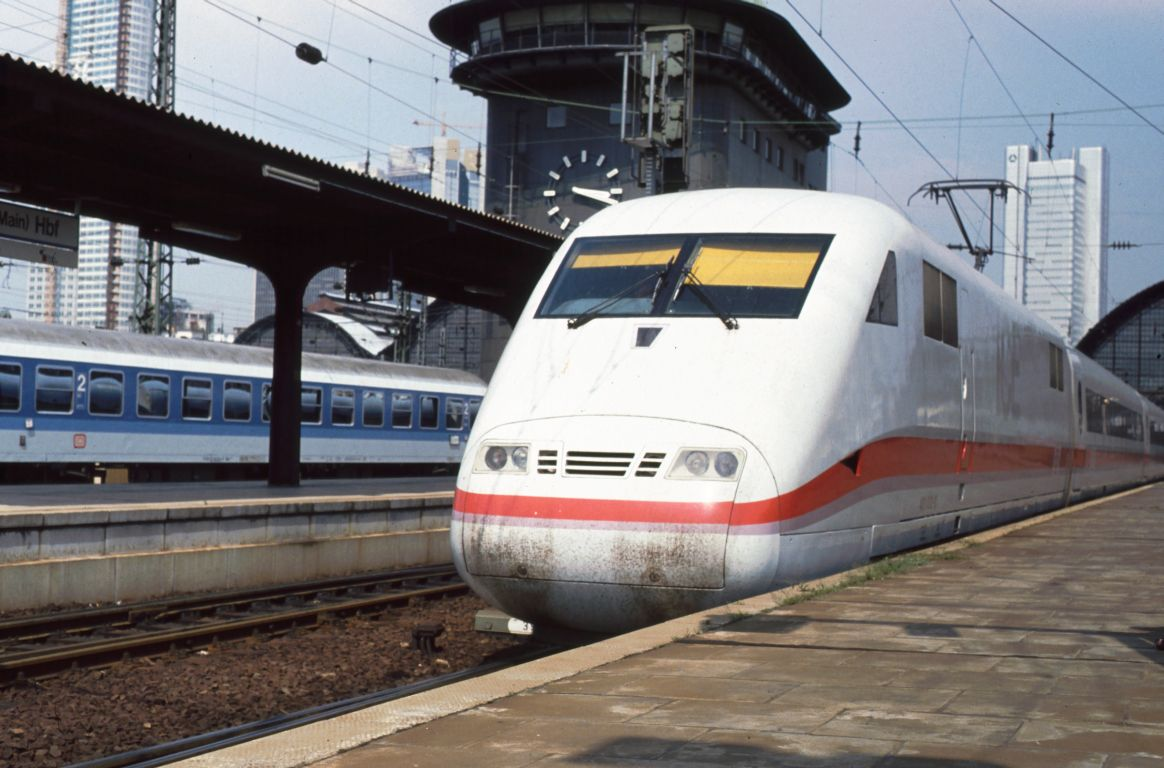
InterCity Express

- Bari/Italien: Der FK Roter Stern Belgrad gewinnt den Fußball-Europapokal der Landesmeister durch einen Finalsieg nach Elfmeterschießen gegen Olympique Marseille.[30]
- Bremen/Deutschland: Zu ihrem neuen Parteivorsitzenden wählen die Delegierten des SPD-Parteitags mit 96,6 % der abgegebenen Stimmen den Ministerpräsidenten von Schleswig-Holstein Björn Engholm. Dessen Vorgänger Hans-Jochen Vogel äußerte schon 1990, dass er den Vorsitz an die „nächste Generation“ abgeben wolle.[31]
- Kassel/Deutschland: Die Deutsche Bahn AG veranstaltet eine Sternfahrt von fünf Zügen der neuen Zuggattung InterCity Express mit dem Zielbahnhof Kassel-Wilhelmshöhe.[32]
- Vic/Spanien: Ein Anschlag mit einer ferngesteuerten Autobombe vor einer Unterkunft der paramilitärischen Polizeieinheit Guardia Civil tötet in Katalonien neun Beamte. Der Urheber ist die baskische Terrororganisation ETA.[33]

### Donnerstag, 30. Mai 1991
- Wien/Österreich: Im Finale des ÖFB-Cups gewinnt der Zweitligist SV Stockerau im Praterstadion mit 2:1 gegen den SK Rapid Wien und wird Österreichischer Fußballpokalsieger 1991.[34]

### Freitag, 31. Mai 1991
- Nowshera/Pakistan: Nach der Explosion einer Phosphorbombe in einem Munitionslager steht die Stadt für fünf Stunden unter dem Beschuss der in einer Kettenreaktion gezündeten sonstigen Munition vor Ort. 14 Menschen sterben und mindestens 50 weitere werden verletzt.[35]

## Weblinks

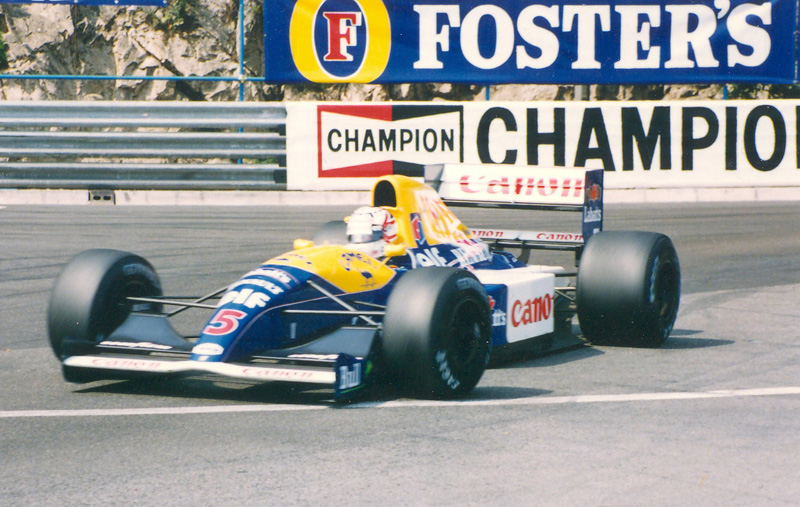
Monaco im Mai 1991